# Sarcoplasma

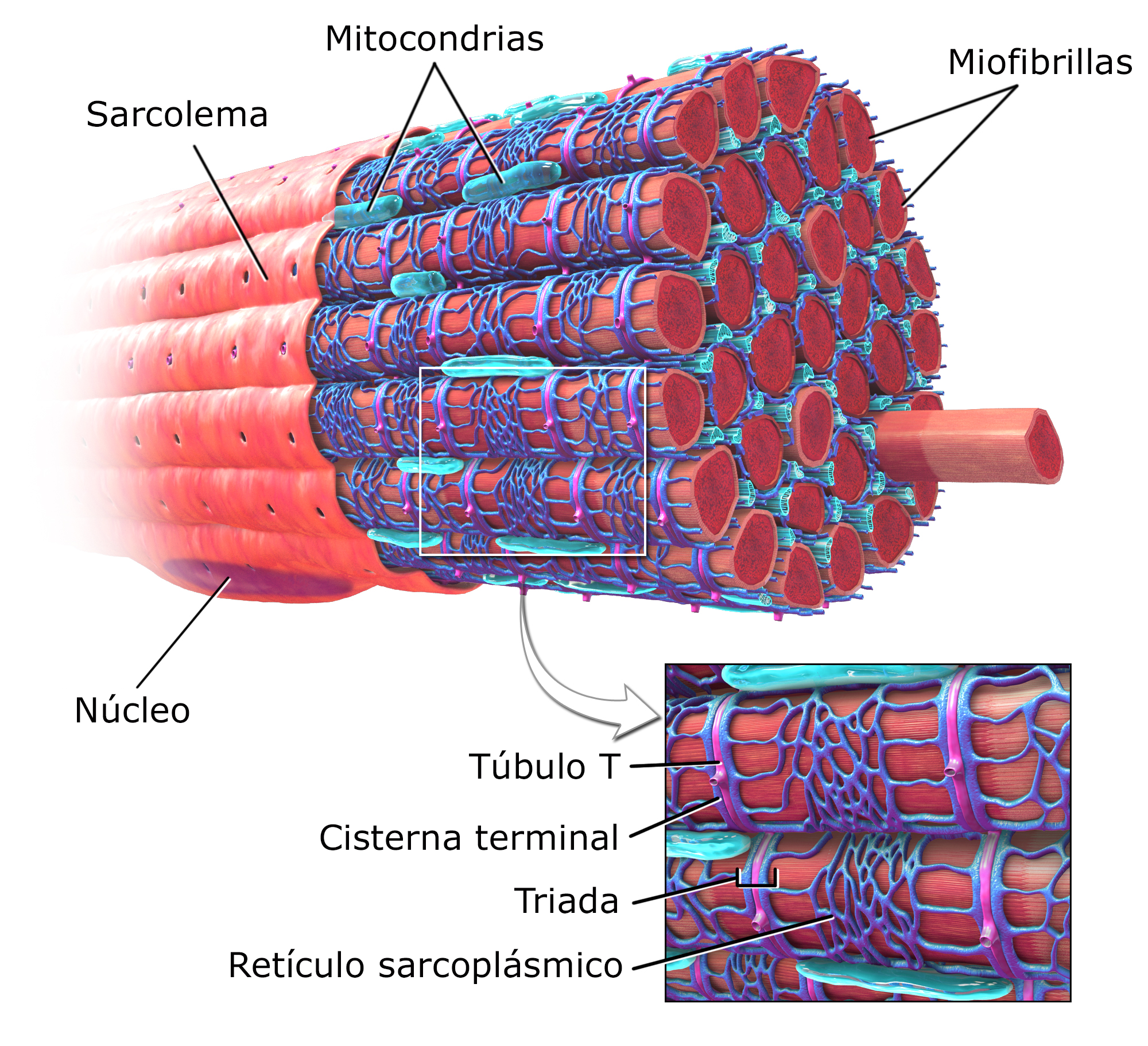
Estrutura microscópica das miofibrilas do músculo esquelético

Sarcoplasma é o nome que se dá ao citoplasma das células musculares. Neste há grande quantidade de glicossoma (grânulos de glicogênio) e quantidades significativas de creatinofosfato e mioglobina, uma proteína de ligação com oxigênio.
Essa matriz intracelular é composta, principalmente, pelos constituintes intracelulares habituais. O líquido do Sarcoplasma contém grandes quantidades de Potássio, Magnésio e Creatinofosfato, assim como múltiplas enzimas protéicas. Está presente,também,grande número de Mitocôndrias, localizadas paralelamente às miofibrilas em contração para a geração de grandes quantidades de energia, a partir do ATP, formado nas mitocôndrias.
Existe Também no Sarcoplasma, extenso Retículo Endoplasmático, que, na fibra muscular, é denominado retículo sarcoplasmático.